# فرودگاه هلمت
فرودگاه هلمت (به انگلیسی: Helmet Airport) یک فرودگاه خصوصی است که یک باند فرود شن دارد و طول باند آن ۱۳۷۸ متر است. این فرودگاه در کشور کانادا قرار دارد و در ارتفاع ۵۸۸ متری از سطح دریا واقع شده‌است.